# Volga ! Volga !
Ne doit pas être confondu avec Volga Volga.
Pour plus de détails, voir Fiche technique et Distribution.
Volga ! Volga ! (titre allemand : Wolga Wolga) est un film allemand réalisé par Victor Tourjanski et sorti en 1928. 
C'est un des films sur un thème russe produit par Iossif Ermoliev lors de son séjour à Berlin dans les années 1920.

## Synopsis
En route à bord d'un bateau à vapeur, une bande d'amateurs forment une troupe de théâtre et décide d'aller jouer à Moscou dans un spectacle de variété à l’Olympiade...

## Fiche technique
- Titre original : Wolga Wolga
- Titre anglais : Volga Volga
- Titre français : Volga ! Volga !
- Réalisation : Victor Tourjanski
- Producteur : Iossif Ermoliev
- Production: Peter Ostermayr-Filmproduktion
- Image : Akos Farkas, Franz Planer
- Pays : Allemagne  République de Weimar
- Date de sortie : 15 novembre 1928 (Allemagne)

## Distribution
- Hans Adalbert Schlettow : Stenka Razine
- Lillian Hall-Davis : la princesse Zaineb
- Boris de Fast : Iwaschka
- Rudolf Klein-Rogge : le cosaque Hadschi-Ali
- George Seroff : le garçon d'écurie Filka
- Gustl Gstettenbaur : Kolka
- Dillo Lombardi
- Valy Arnheim
- Alexej Bondireff
- Fiodor Chaliapine fils
- Georg John
- Max Schreck